# Bousse (Sarthe)
Bousse ist eine französische Gemeinde mit 431 Einwohnern (Stand: 1. Januar 2022) im Département Sarthe in der Region Pays de la Loire. Sie gehört zum Arrondissement La Flèche und zum Kanton La Flèche (bis 2015: Kanton Malicorne-sur-Sarthe). Die Einwohner werden Bousséens genannt.

## Geographie
Bousse liegt etwa 27 Kilometer südwestlich von Le Mans. Umgeben wird Bousse von den Nachbargemeinden Courcelles-la-Forêt im Norden und Nordosten, Ligron im Osten, Clermont-Créans im Südosten, La Flèche im Süden, Villaines-sous-Malicorne im Westen sowie Arthezé im Nordwesten.

## Bevölkerungsentwicklung
| 1962                      | 1968 | 1975 | 1982 | 1990 | 1999 | 2006 | 2013 | 2020 |
| ------------------------- | ---- | ---- | ---- | ---- | ---- | ---- | ---- | ---- |
| 416                       | 407  | 358  | 414  | 382  | 384  | 430  | 434  | 432  |
| Quelle: Cassini und INSEE |      |      |      |      |      |      |      |      |

## Sehenswürdigkeiten
- Kirche Saint-Aubin aus dem 12. Jahrhundert mit Umbauten aus dem 17. Jahrhundert, 1865 teilweise wieder errichtet

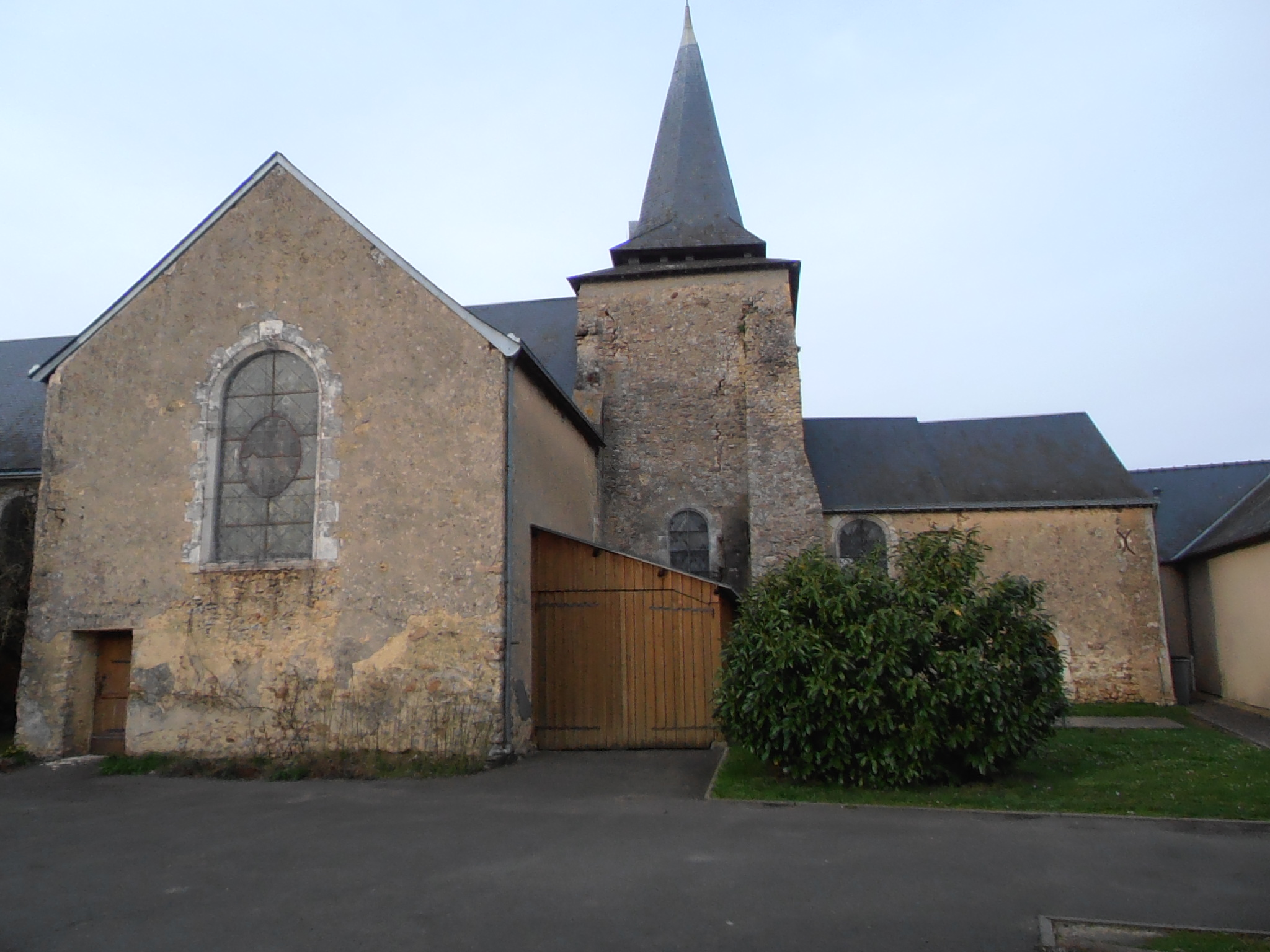
Kirche Saint-Aubin